# کولکا، لتونی

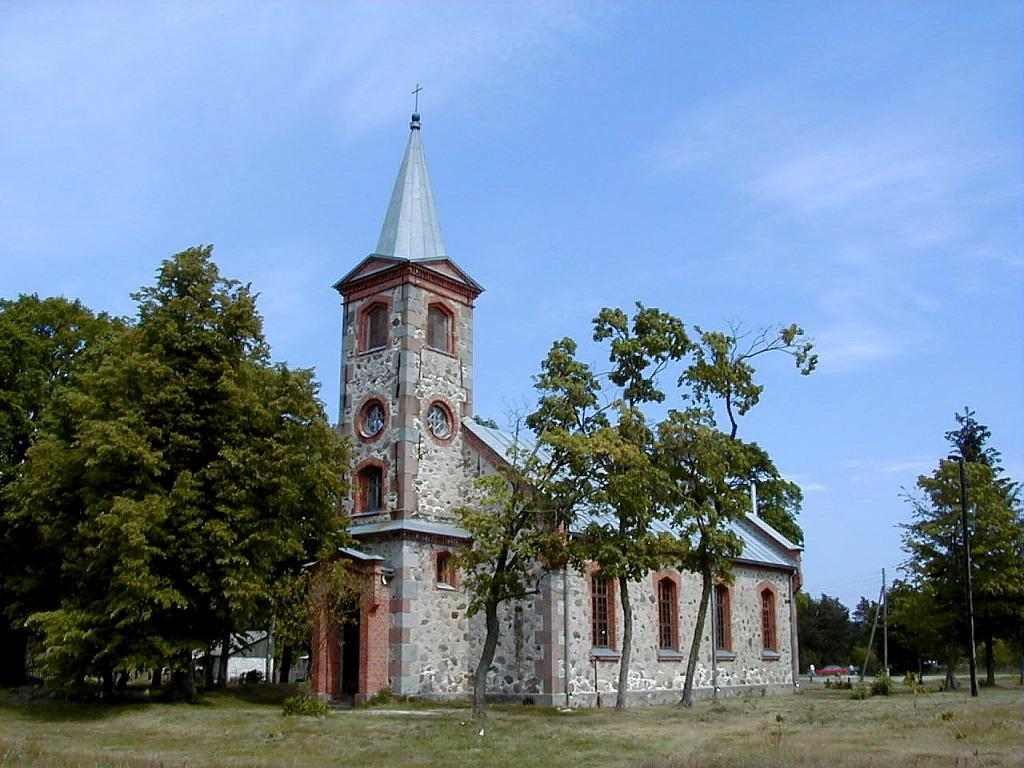
نمایی از ساختمان «کلیسای لوتری» در کولکا

کولکا (به لاتین: Kolka) یک روستا در لتونی است که در شهرداری دونداگا واقع شده‌است. این روستا در سال ۲۰۱۱ میلادی ۸۷۴ نفر جمعیت داشته است.